# Walid Jumblatt

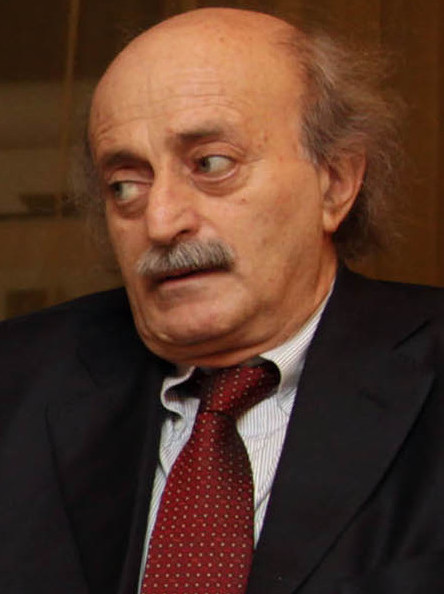
Foto de Walid Jumblatt

Walid Jumblatt, em árabe: وليد جنبلاط‎, (Líbano, 7 de agosto de 1949), é um político libanês. Principal liderança do Partido Socialista Progressista (PSP) e da comunidade drusa libanesa, Walid é um dos mais relevantes nomes do sentimento antissírio no país e se aliou ao bloco suprapartidário chamado Aliança 14 de Março, que inclui partidos que se opõe a influência síria no Líbano. Ele é filho único e herdeiro político do líder Kamal Jumblatt.